# Ilex opaca
Espèce
Classification phylogénétique
Le houx américain (Ilex opaca) est un petit arbre à feuilles persistantes appartenant au genre Ilex de la famille des Aquifoliacées, cultivé comme arbuste d'ornement.

## Description
Le houx commun est un grand arbuste, ou un arbre, à port érigé, pouvant atteindre 15 m de haut.
Les feuilles coriaces, elliptiques-oblongues ont de 10 à 15 cm de long. Ces feuilles persistantes, vert foncé, mates, sont le plus souvent entières et sans épines.
Les fruits sont de petites drupes sphériques rouges, parfois jaunes ou orange. Ils sont réputés vénéneux.

## Répartition

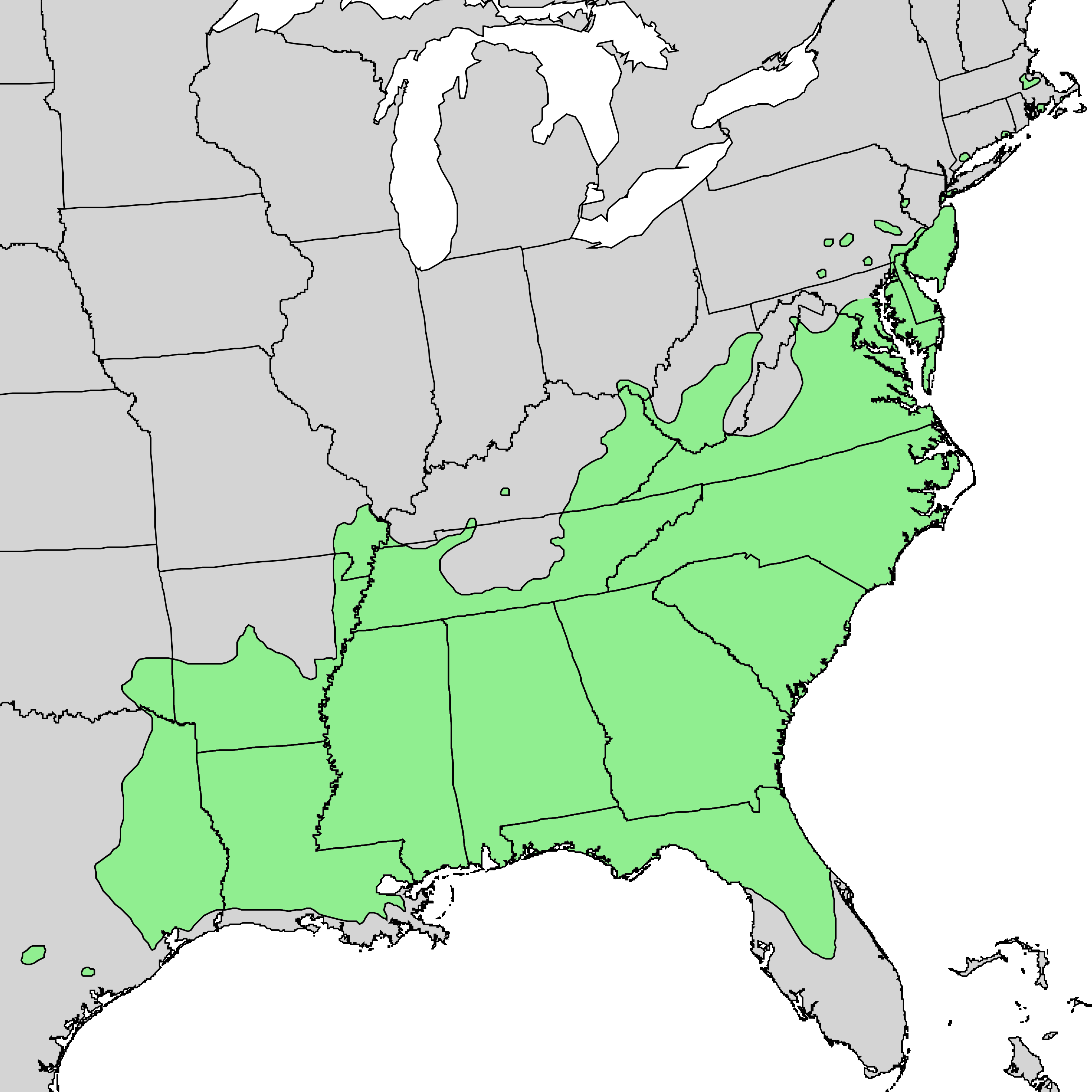
Carte de la répartition de Ilex opaca

Cette espèce est native du centre et de l'Est des États-Unis, du Massachusetts au Texas et de la Floride au Missouri.

## Utilisation
Le houx américain est cultivé dans les parcs et jardins comme arbre d'ornement. Ses rameaux ornés de baies rouges servent de décor de Noël en Amérique du Nord. C'est le plus connu des houx d'Amérique.